# Каськово (Глинковский район)
Касько́во   — деревня  в  Смоленской области России,  в Глинковском районе. Население – 1 житель (2007 год)  .  Расположена в центральной части области  в 17 км к юго-западу от села Глинка,  севернее  автодороги Р96 Новоалександровский(А101)- Спас-Деменск — Ельня — Починок, на берегу реки Хмара.   В  20 км севернее деревни железнодорожная станция Клоково на линии Смоленск  - Сухиничи. Входит в состав Болтутинского сельского поселения.  

## История
Название древнего, по всей видимости финно-угорского происхождения: коски – порог, водопад. В годы Великой Отечественной войны деревня была оккупирована гитлеровскими войсками в июле 1941 года, освобождена в ходе Ельнинско-Дорогобужской операции в 1943 году.